# Науйойи-Вильня (район)

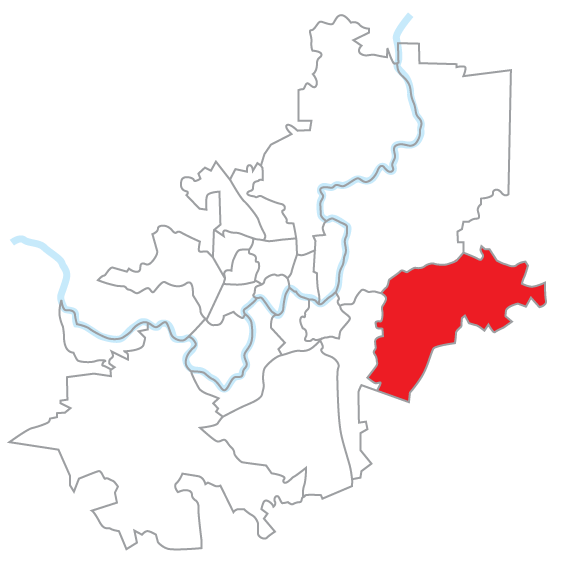
Нововильняская сянюния

На́уйойи-Ви́льня (Новая Вильня, Ново-Вильня, с 1903 г. Ново-Вилейск, Новая Вилейка, Науйойи-Вильня, лит. Naujoji Vilnia, бел. Новая Вільня, пол. Nowa Wilejka) — район Вильнюса, расположенный на расстоянии около 10 км к востоку от центра города в холмистой и лесистой местности по берегам реки Вильни (Виленка, Vilnelė, Wilenka). Составляет восточную часть Нововильняского староства (Нововильняская сянюния, Naujosios Vilnios seniūnija, в которое входят также территории Гуряй, Павильниса, Пучкоряй, Тупутишкес.

## История

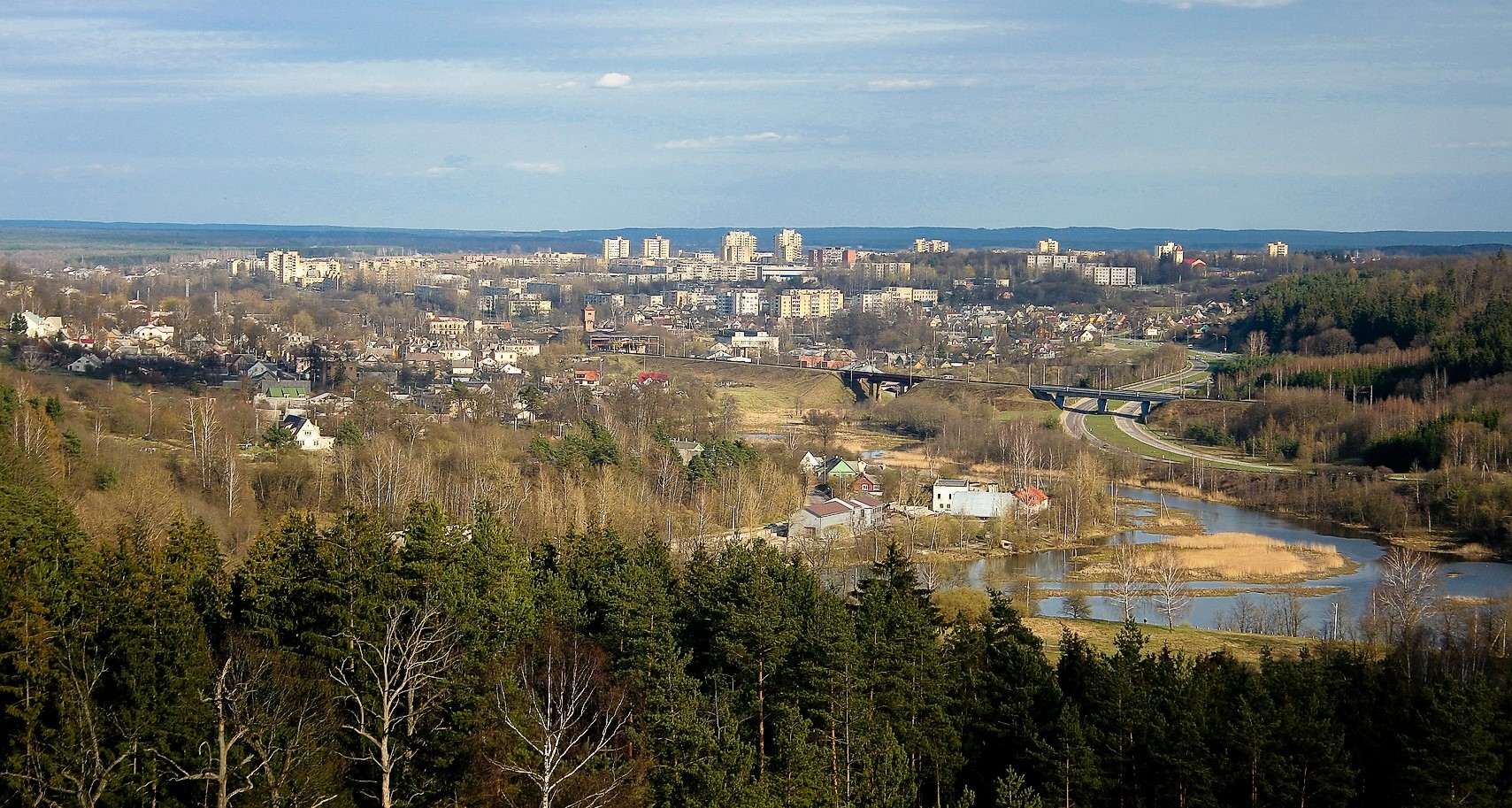
Панорама Новой Вильни

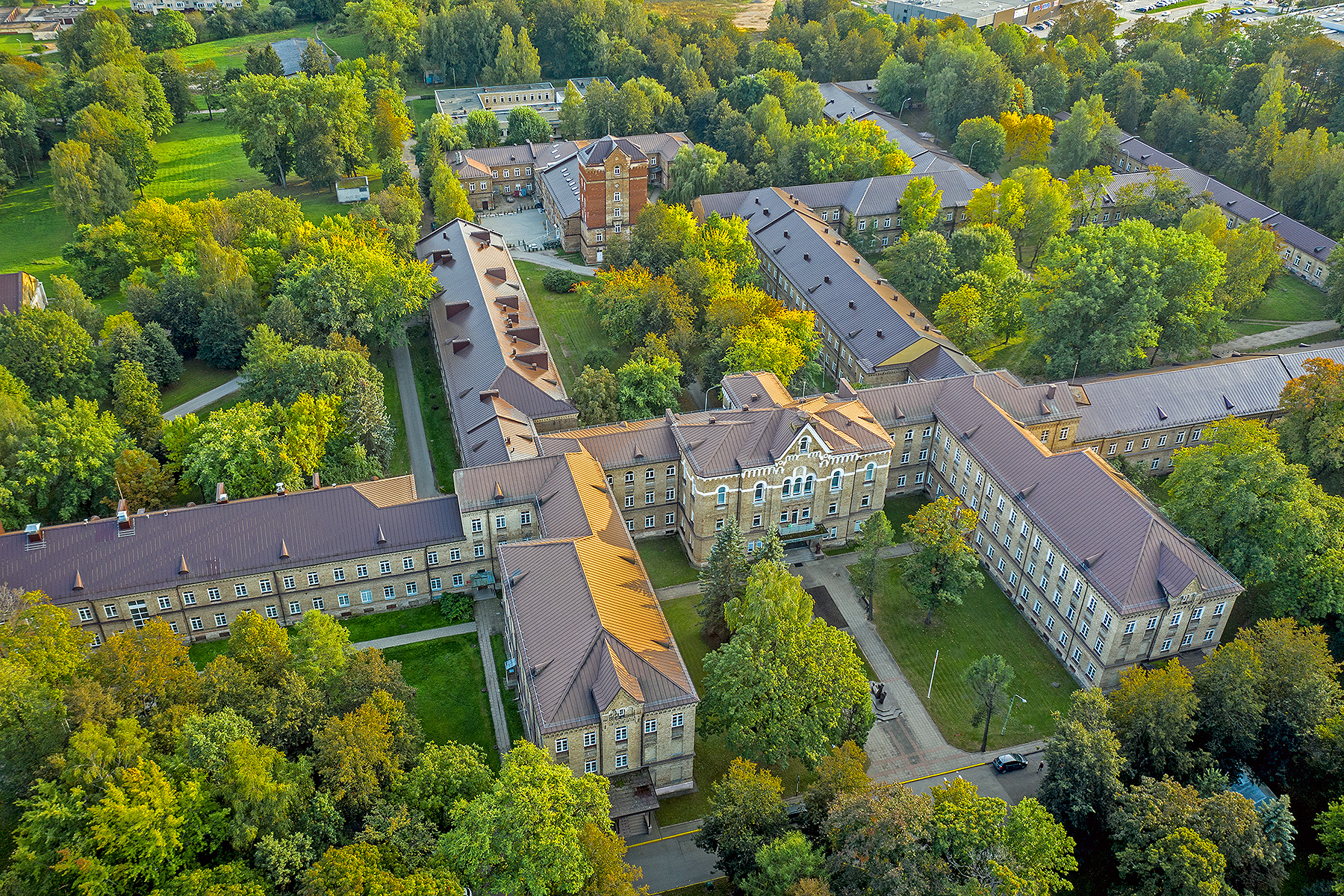
Республиканская Вильнюсская психиатрическая больница

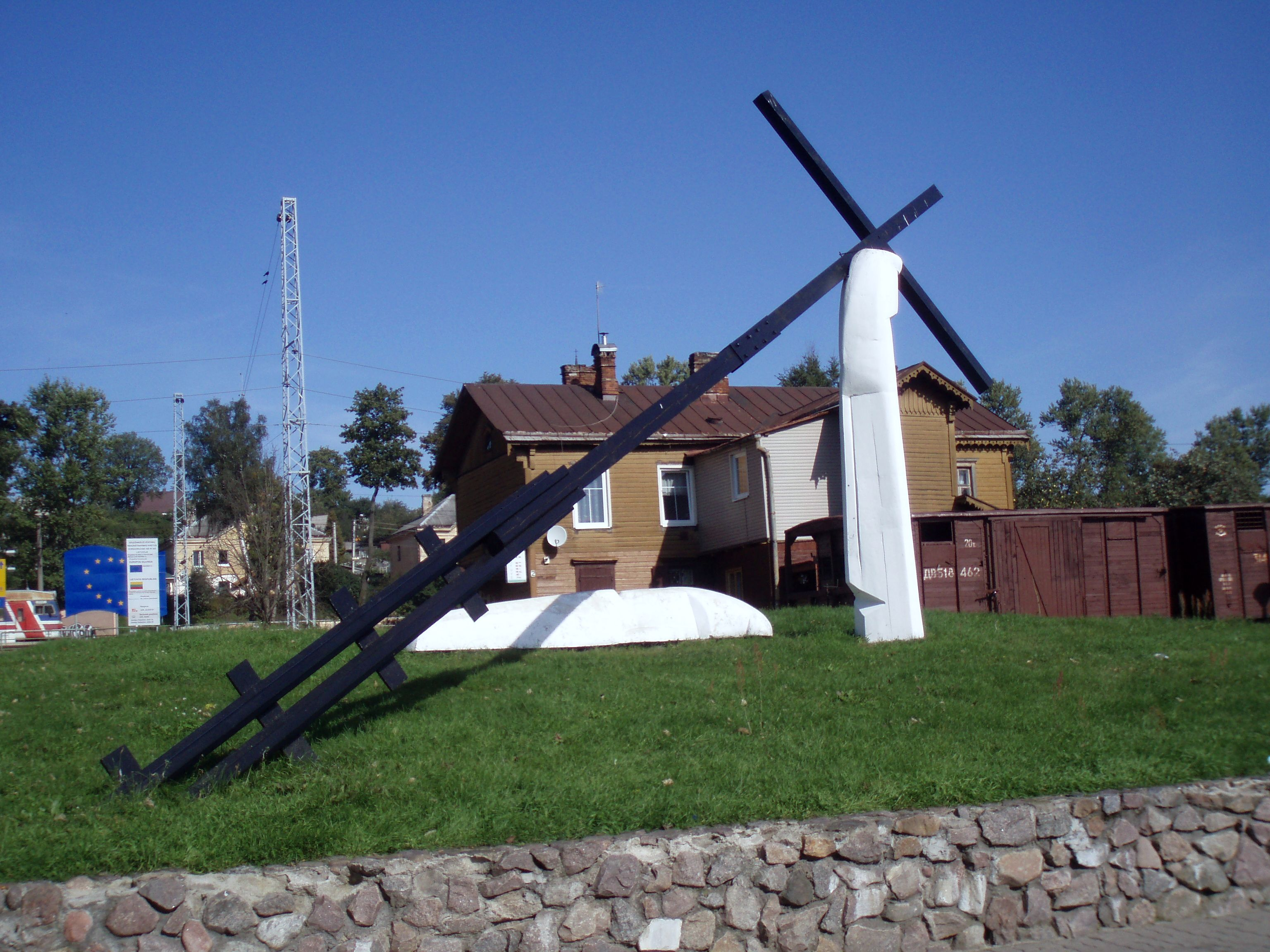
Памятник жертвам массовых ссылок

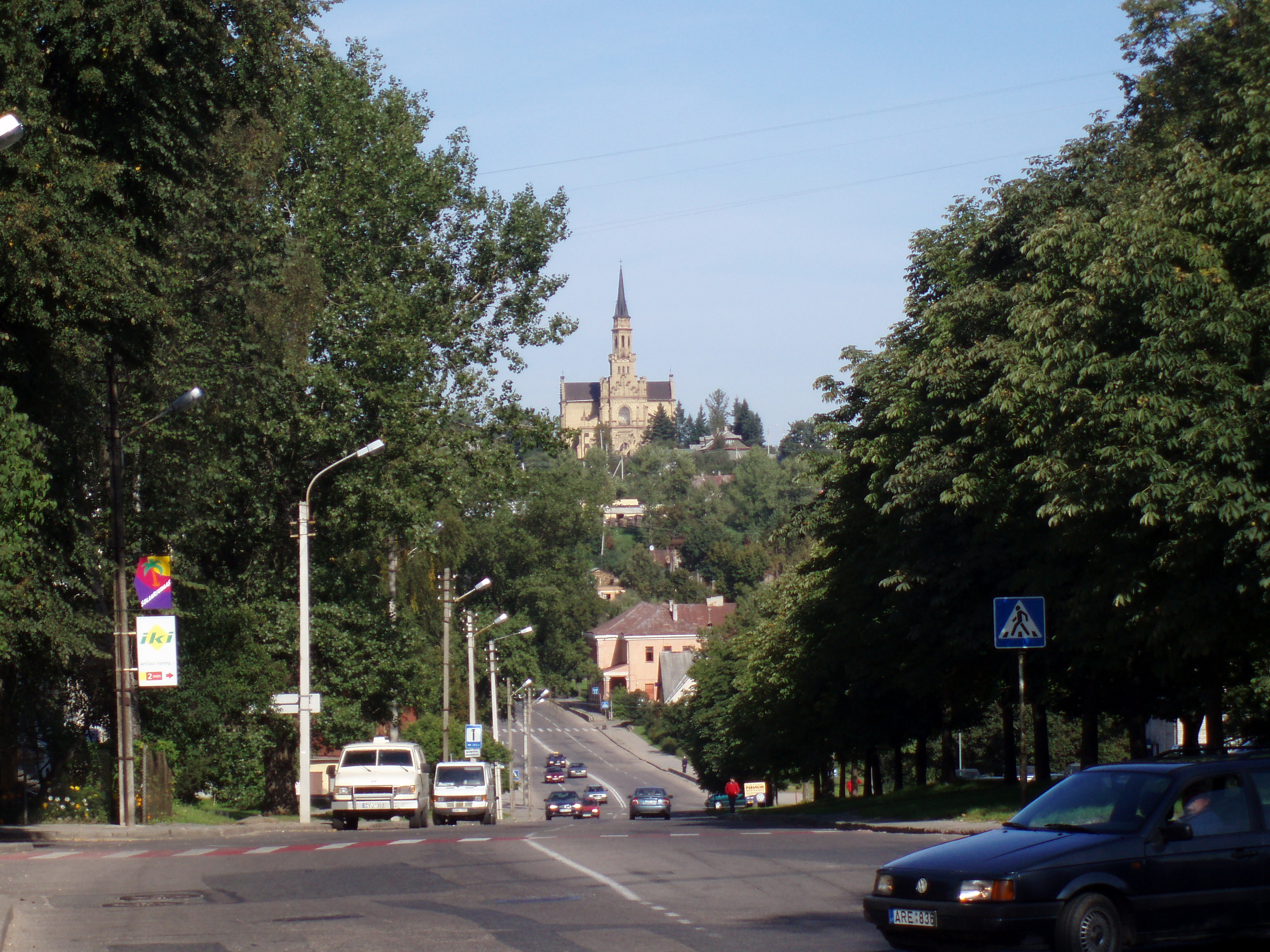
Улица Пяргалес с костёлом Святого Казимира вдали

Формировался как станционный посёлок. Быстро рос со строительством складов и мастерских при крупной железнодорожной станции Вилейской Либаво-Роменской железной дороги после прокладки Петербурго-Варшавской ж. д. в 1860-х годах. 23 марта 1903 г. по старому стилю император возвёл посёлок при станции Вилейской в степень безуездного города Ново-Вилейска Виленской губернии и уезда. После Второй мировой войны в 1950 году Новая Вильня стала городом, затем в 1957 году была включена в состав Вильнюса. С 1950 по 1959 год Новая Вильня была центром района.
С 1903 года в Новой Вильне действовала окружная психиатрическая лечебница, крупнейшая в Российской империи, оборудованная по последнему слову науки и медицинской техники того времени и рассчитанная на 1000 штатных кроватей. Первым директором был известный психиатр и писатель Н. В. Краинский. В больнице некоторое время работала санитаркой известная белорусская поэтесса Алоиза Пашкевич (псевдоним Тётка). В 1960-х годах больница насчитывала около 2000 коек. Ныне это одна из крупнейших больниц в Литве — Республиканская Вильнюсская психиатрическая больница.
Неоготический костёл Святого Казимира из жёлтого кирпича был построен в 1908—1911 годах. По переписи населения 1931 года в Новой Вильне насчитывалось 778 жилых домов и около 7 тысяч жителей.
Через железнодорожную станцию Новая Вильня осуществлялся вывоз во время массовых высылок из Литвы репрессированных 1940—1941 годов. Новая Вильня была последней станцией в Литве. В память об этом у железнодорожной станции сооружён мемориал (скульптор Видмантас Гиликис), открытый 14 июня 1991 года в 50-ю годовщину особенно масштабной акции советских репрессивных органов — паровоз, вагоны, железнодорожный путь, трансформирующийся в крест, несомый символической белой фигурой.
После Второй мировой войны Новая Вильня быстро развивалась как промышленный район с крупными предприятиями — ордена Трудового Красного Знамени станкостроительный завод «Жальгирис» (первая продукция выпущена в 1947 году; специализировался сначала на производстве сверлильных и поперечно-строгальных станков, затем выпускал главным образом горизонтальные, вертикальные, универсальные фрезерные станки, фрезерные полуавтоматы, универсальные прецизионные специализированные фрезерные станки), завод сельскохозяйственного машиностроения «Нерис» (сначала выпускал молотилки, сенокосилки и другую сельскохозяйственную технику, позже основную продукцию составляли агрегаты для производства витаминизированной муки, также агрегаты для прессования кормов, грануляторы кормов и т. п.), основанный в 1957 году станкостроительный завод имени 40-летия Октября (сначала изготовлял запасные части к станкам, с 1960 года специализировался на производстве малогабаритных зубофрезерных станков высокой точности для точного приборостроения, автомобильной и часовой промышленности), завод покрасочных аппаратов. По проекту известного архитектора Э. Н. Бучюте было построено современное здание комплекса предприятий бытового обслуживания (1988)
С восстановлением независимости Литвы, сменой государственного строя и изменением условий экономической деятельности крупные предприятия пришли в упадок. Открытый в 1959 году кинотеатр «Драугисте» («Дружба»), построенный по типовому проекту в стиле «социалистического историзма», в годы независимости прекратил деятельность;  в здании на углу улиц Пяргалес и Стяпоно Баторо (Pergalės g. 1 / Stepono Batoro g. 43) в настоящее время находится магазин MAXIMA.
Среди образовательных учреждений района — педагогический факультет Вильнюсского колледжа, лучшего колледжа Литвы. В 1993 году в Новой Вильне открылась первая в Литве частная школа, Вильнюсская частная гимназия Марины Мижигурской.

## Современное состояние
Через Новую Вильню проходит железнодорожная линия Вильнюс — Минск (имеется железнодорожная станция) и шоссе Вильнюс — Мицкунай.
В Новой Вильне имеется несколько общеобразовательных школ с литовским, польским, русским языками обучения, два католических костёла (Святого Казимира на улице Палидово и Пресвятой Девы Марии Королевы Мира на улице Пяргалес), освящённая в 1908 году православная церковь Первоверховных апостолов Святых Петра и Павла на улице Коялавичяус, мемориал с братскими могилами около 4500 советских военнопленных, погибших в 1941—1943 годах, кладбище, отделения почты, банка, железнодорожная станция, несколько магазинов торговых сетей «IKI», «Maxima».
По данным переписи населения Литвы 2001 года, население Новой Вильни было 32 775 человек, национальный состав:
| Национальность | Доля от всего населения | Доля от всего населения |
| -------------- | ----------------------- | ----------------------- |
| Литовцы        | 29,5%                   | 29.5                    |
| Поляки         | 34,2%                   | 34.2                    |
| Русские        | 19,8%                   | 19.8                    |
| Белорусы       | 9,0%                    | 9                       |
| Украинцы       | 1,5%                    | 1.5                     |
| Евреи          | 0,2%                    | 0.2                     |
| Татары         | 0,2%                    | 0.2                     |
| Латыши         | 0,1%                    | 0.1                     |
| Армяне         | 0,1%                    | 0.1                     |
| Другие         | 0,5%                    | 0.5                     |
| Не указана     | 4,9%                    | 4.9                     |

## Достопримечательности
Руины  средневекового замка.